# Zürcher Christkindlimarkt im Hauptbahnhof

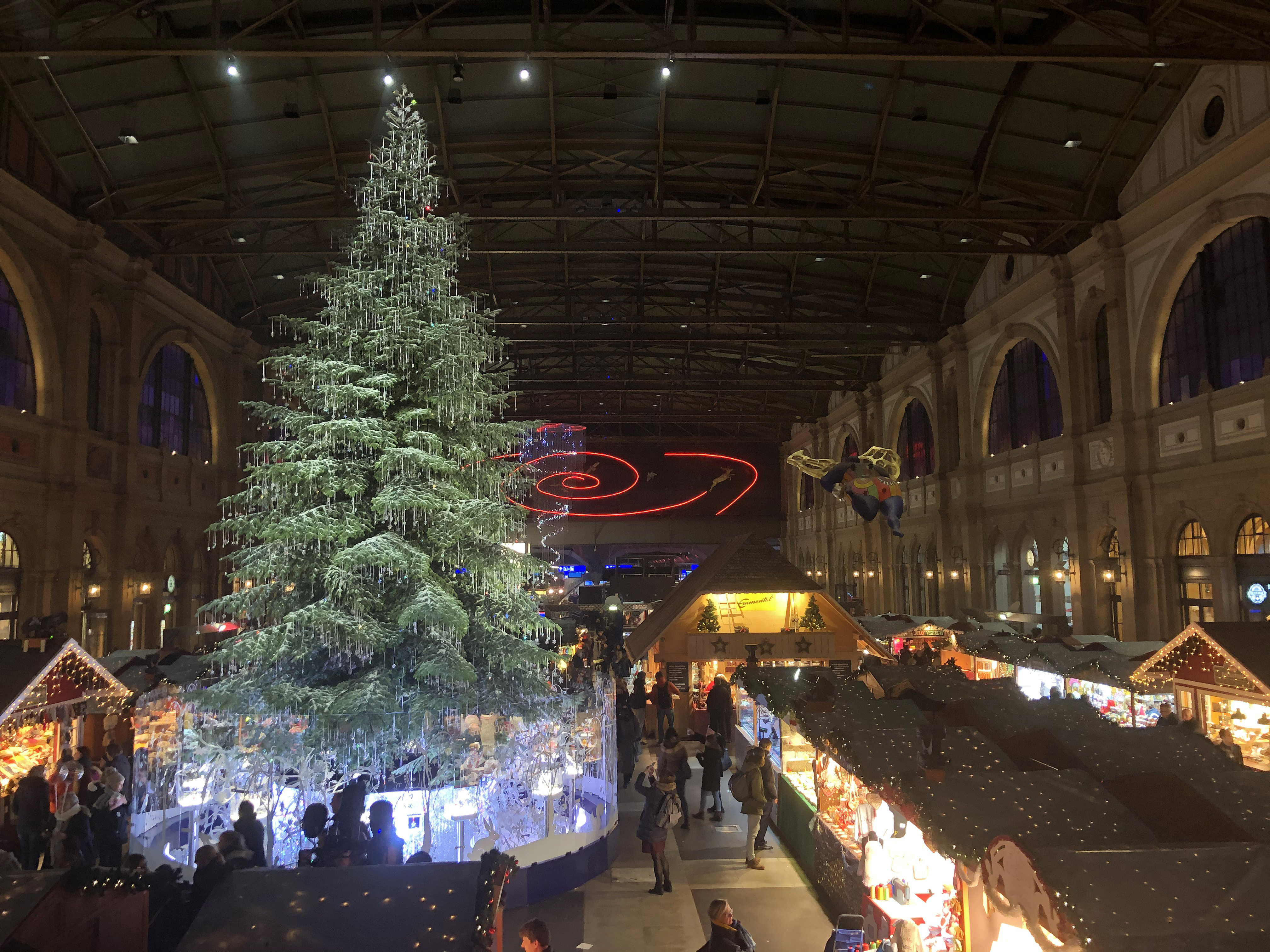
Christkindlimarkt

Der Zürcher Christkindlimarkt im Hauptbahnhof  ist ein alljährlich stattfindender Weihnachtsmarkt. Abgehalten wird er in der historischen Bahnhofshalle des Hauptbahnhofs Zürich.

## Beschreibung
Der Zürcher Christkindlimarkt im Hauptbahnhof ist mit seinen rund 140 Ständen einer der grössten Indoor-Weihnachtsmärkte Europas. Er wurde im Jahr 1994 initiiert und findet jeweils während der Adventszeit von Ende November bis Weihnachten statt. Besucherzahlen sind nicht belegt, jedoch wird der Hauptbahnhof täglich von einer halben Million Passanten frequentiert. Der Zürcher Christkindlimarkt wird von einem privaten Veranstalter durchgeführt und erhält keine städtische finanzielle Unterstützung. Er ist Mitglied des Vereins «Weihnachten in Zürich», der sich für die gemeinsame Kommunikation vorweihnachtlicher Anlässe in Zürich einsetzt.
Schwesternmarkt des Zürcher Christkindlimarkts im Hauptbahnhof war bis zu dessen Ende im Jahr 2017 der Luzerner Christkindlimarkt im Bahnhof.

## Geschichte
Im Jahr 1990 wurde der Zürcher Hauptbahnhof durch die ersten S-Bahnlinien ergänzt. Durch die Entfernung verschiedener Pavillonbauten wurde die 1871 von Jakob Friedrich Wanner erbaute grosse Haupthalle für Veranstaltungen nutzbar. Im Rahmen des SBB-Nutzungskonzepts für die Haupthalle fand 1994 zum ersten Mal der Zürcher Christkindlimarkt statt. Neben der grossen Haupthalle nutzte man in den 2000er Jahren zusätzliche Bereiche des Hauptbahnhofs für den Markt, unter anderem die Hallen Landesmuseum und Bahnhofplatz sowie die Plaza im darunter liegenden Shopville. Situationsbedingt gab es durch Bauarbeiten im Hauptbahnhof immer wieder Anpassungen.
Bestand der Christkindlimarkt im ersten Veranstaltungsjahr noch aus knapp einem Dutzend Marktständen, erreichte er seine Rekordgrösse im Jahr 2007 mit über 160 Ständen. Durch die Bauarbeiten an der Durchmesserlinie Altstetten–Zürich HB–Oerlikon sank die Anzahl etwa und pendelte sich rund 140 ein.

## Besonderheiten
Blickfang ist der rund zehn Meter hohe Weihnachtsbaum im Zentrum des Christkindlimarkts, der mit Tausenden von Swarovski-Kristallen geschmückt wird. Er wird jeweils schon im Spätsommer ausgesucht und stammt aus heimischen Wäldern. Der Weihnachtsbaum ist ein beliebtes Fotomotiv für Einheimische und Touristen. Ebenfalls erwähnenswert sind die alljährlichen Kunst- und Handwerksvorführungen von Emmentaler Kulturschaffenden. Dazu gesellen sich ein Besuch des Samichlaus sowie jährlich wechselnde Aktivitäten wie Besuche von Lamas und Alpakas sowie Drehorgelspieler.